# Creu de l'Era (Talamanca)
La Creu de l'Era és una creu de terme del municipi de Talamanca (Bages) situada a la plaça de la Creu, molt a prop d'una altra creu de terme. Està inclosa en l'Inventari del Patrimoni Arquitectònic de Catalunya.

## Descripció
És una creu de pedra situada al punt més alt del poble, a la plaça de la creu. Damunt una base quadrangular s'aixeca una columna hexagonal que a mitja alçada té tres figures en relleu: a la cara frontal hi destaquen, a la part baixa, les figures -possiblement- d'Adam i Eva, mentre que per damunt d'aquests hi ha la imatge d'un sant, i a la part posterior una figura femenina amb un nadó en braços. La columna està coronada per un capitell decorat amb motius vegetals i cares humanes, damunt del qual hi ha la creu amb la figura de Crist crucificat acompanyat per una figura que li recull la sang, a la cara frontal, i la representació d'una figura femenina a la cara posterior. Presenta unes mesures de 350cm d'alt per 40cm d'ample.

## Història
Aquesta creu de terme és originària de Galícia, per bé que procedeix de Portugal, i sembla que és única a Catalunya. Arriba al poble als anys seixanta del passat segle, i és col·locada a pocs metres de l'altre creu de terme, de ferro, originària del poble. El propietari de la casa del Carrer del Padró núm. 17 va pactar amb l'Ajuntament urbanitzar l'actual Plaça de la Creu -antiga era de batre del poble- i donar una creu de terme de pedra a canvi de poder incloure la part ponentina de la plaça dins la seva propietat. El pacte a què van arribar finalment, i que tardaria molts anys a formalitzar-se per escrit, fou que el propietari de la casa pagava la creu de pedra i la urbanització de la plaça a canvi de poder gaudir de l'ús del terreny on hi ha la creu de terme de ferro, que és de propietat pública però d'ús particular, exceptuant un dia l'any, el dia de la Festa del Terme, quan el propietari té l'obligació de permetre que el poble el celebri al voltant de la creu de ferro.